# Arajik Harutjunjan

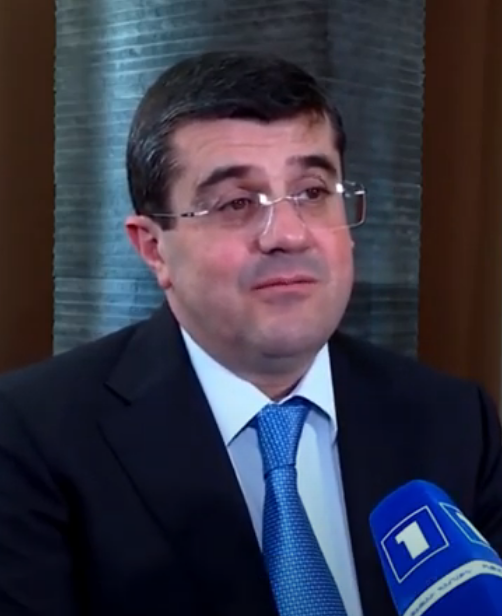
Arajik Harutjunian (2020)

Arajik Harutjunjan (armenisch Արայիկ Հարությունյան; * 14. Dezember 1973 in Stepanakert, Autonomes Gebiet Bergkarabach, Aserbaidschanische SSR, Sowjetunion) ist ein armenischer Politiker und war von dem 21. Mai 2020 bis zu seinem Rücktritt am 1. September 2023 Präsident der international nicht anerkannten Republik Arzach. Arajik Harutjunjan gilt als einer der wohlhabendsten Geschäftsmänner Arzachs.

## Leben
Harutjunjan beendete 1990 seine Schulausbildung an einer Schule mit den Schwerpunkten Physik und Mathematik in Stepanakert. Danach ging er zum Studium an das Institut für Nationalökonomie in Jerewan. Zeitweise musste er sein Studium unterbrechen um seinen Dienst in der Armee der Republik Bergkarabach abzuleisten und nahm so an Kampfhandlungen im militärischen Konflikt mit Aserbaidschan teil. 1994 wechselte Harutjunjan an die Wirtschaftswissenschaftliche Fakultät der Staatlichen Universität von Arzach in Stepanakert. 1995 beendete er sein reguläres Studium und begann eine Tätigkeit im Finanz- und Wirtschaftsministerium Bergkarabachs. Zugleich absolvierte er ein Postgraduiertenstudium, das er 1998 abschloss. Ab 1997 war er für die Hajagrobank tätig, bis er 2005 in die Nationalversammlung der Republik Bergkarabach gewählt wurde. Zugleich übernahm er Partei- und Fraktionsvorsitz der Partei Asat Hajrenik. 2007 löste er Anuschawan Danieljan im Amt des Premierministers ab. Dieses Amt wurde im Verfassungsreferendum 2017 abgeschafft.

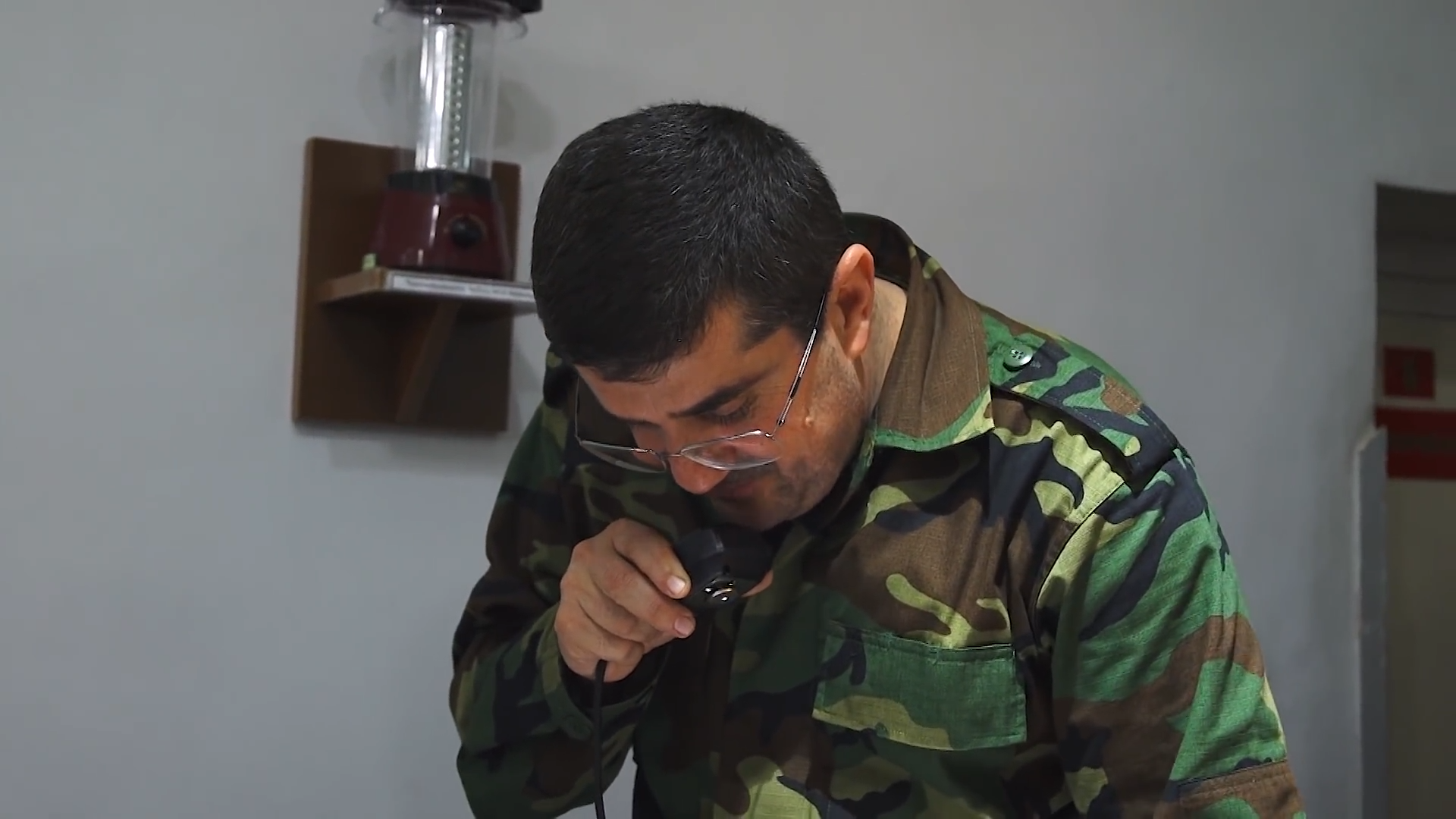
Präsident Harutjunjan verkündet die Namen der Empfänger des Titels Held von Arzach, 4. Oktober 2020.

Bei den allgemeinen Wahlen 2020 (erste Runde am 31. März 2020, 2. Runde am 14. April 2020) wurde Arajik Harutjunjan zum Präsidenten gewählt und trat das Amt am 21. Mai 2020 als Nachfolger von Bako Sahakjan an. Harutjunjan wurde in Schuschi in sein Amt eingeführt. Zu seinen ersten Beschlüssen als Präsident von Arzach gehörte, bis 2022 die Nationalversammlung der Republik Arzach nach Schuschi zu verlegen. Bald darauf kam es jedoch am 27. September 2020 zum Angriff der Streitkräfte Aserbaidschans gegen Arzach mit verheerenden Folgen für die Karabach-Armenier. Präsident Harutjunjan zeigte sich auch an der Frontlinie bei den Soldaten der Karabach-Armenier. Seine Truppen konnten trotz zähen Widerstands den Vormarsch der aserbaidschanischen Armee nicht verhindern. Harutjunjan verteidigte in einer Rede am 10. November 2020 die Annahme der Waffenstillstandsbedingungen durch den armenischen Ministerpräsidenten Nikol Paschinjan kurz nach dem Fall der Stadt Schuschi am 7. November 2020, da die Streitkräfte Arzachs und Armeniens abgekämpft gewesen seien und so ihre Moral sehr schlecht gewesen sei. Eine Eroberung ganz Arzachs durch den Feind sei nur noch eine Frage von Tagen gewesen, nachdem in diesen Tagen offenbar weitere, neuartige Drohnen mit vernichtender Wirkung zum Einsatz gekommen seien.
Auf Grund seiner Unterstützung für Nikol Paschinjan ist Arajik Harutjunjan auch mit Protesten in Bergkarabach konfrontiert. Nachdem er Paschinjan am 21. Juni 2021 zu seinem Wahlsieg bei der Parlamentswahl in Armenien 2021 gratuliert hatte, kam es am selben Tag zu Protesten auf dem Platz der Wiedergeburt in Stepanakert, wo sich etwa 1500 Menschen versammelten und den Rücktritt Harutjunjans wegen seiner Zusammenarbeit mit dem „Verräter“ Paschinjan forderten. Die Vorsitzende der Organisation für die Deokkupation Hadruts, Mary Davtyan, und ihr Ehemann Davit Avanesyan gingen in Hungerstreik.
Nach der Offensive Aserbaidschans gegen Arzach (September 2023), die zur selbsterklärten Auflösung der Republik Arzach und Flucht und Vertreibung der armenischen Zivilbevölkerung Arzachs nach Armenien führte, wurde Arajik Harutjunjan am 3. Oktober von aserbaidschanischen Behörden gefangen genommen und interniert.

## Familie
Harutjunjan ist verheiratet und hat zwei Kinder.